# Kissing with Confidence
Kissing with Confidence is een nummer van Will Powers (pseudoniem van zangeres Lynn Goldsmith) uit 1983, heruitgegeven in 1987. Het is afkomstig van haar album Dancing for Mental Health.

## Achtergorndinformatie
In "Kissing with Confidence" wordt de draak gestoken met cliché one-liners van zelfhulp experts en 'mental coaches'. De tekst naast Goldsmith ook mede geschreven door Nile Rodgers, Todd Rundgren en Steve Winwood. Het nummer bevat manlijke en vrouwelijke vocalen. Voor de manlijke vocalen heeft Goldsmith een stemrecorder gebruikt om manlijk te klinken. De vrouwelijke vocalen werden ingezongen door Carly Simon, maar zij staat niet vermeld op de credits.
Het nummer flopte in Amerika, maar werd wel een bescheiden hit in het Verenigd Koninkrijk. In het Nederlandse taalgebied werd de plaat pas bij een heruitgave in 1987 een kleine hit; met een 20e positie in de Nederlandse Top 40, en een 28e positie in de Vlaamse Radio 2 Top 30.

## Tracklijst
- 7"

1. "Kissing with Confidence" – 3:54
2. "All thru History" – 4:08

- 12"

1. "Kissing with Confidence" (extended) – 5:31
2. "Kissing with Confidence" (dubversie) – 6:40